# كوكسهافن
كوكسهافن (بالألمانية: Cuxhaven) هي مدينة تقع في ولاية ساكسونيا السفلى في شمال ألمانيا. يبلغ عدد سكانها حوالي 206,488 نسمة (2004).

## توأمة
لكوكسهافن اتفاقيات توأمة مع كل من:
- هافنارفيوردور
- نوك
- Penwith [الإنجليزية]‏
- بينزانس
- فـان
- Piła [الإنجليزية]‏
- إلهافو
- فيانويفا دي أروسا
- بينز
- زاسنيتس
- مورمانسك (13 أغسطس 2004 - )
- نيو بدفورد

## أعلام
- قسطنطين شرايبر
- غونار ساور
- لينا بيتيرمان
- راينر فيست